# Stade de l'Unité de Nongo
Stadion ogólny Lansana Conte to wielofunkcyjny stadion w Konakry, stolicy Gwinei. Jest obecnie używany głównie dla meczów piłki nożnej oraz zawodów lekkoatletycznych. Na tym stadionie swoje mecze rozgrywa drużyna reprezentacja Gwinei w piłce nożnej. Stadion może pomieścić 50 000 widzów i jest Stadionem Narodowym.